# 3B体操
3B体操（さんビーたいそう）とは、公益社団法人日本3B体操協会が活動事業としている、ボールとベルおよびベルターを使用する健康体操。レクリエーションの要素を取り入れ、気軽に体に無理なく行えることを理念としている。3歳以上の子どもから高齢者まで全年齢を対象とし、有酸素運動・バランス機能改善・筋力づくり・ストレッチの効果を持つ。

## 使用する道具
3B体操では以下の3つの道具が主に使用される。
ボール
『日本3B体操連合』と印刷された黄色のボール。弾性・転がり・持ちやすさにより有酸素運動・バランス機能改善・筋力づくり・ストレッチの効果を満たす。
キャッチボールやリフティングといった子どもの遊びにも用いられ、運動機能の向上に役立つ。
ベル
緑色の面と赤色の面を持つ、手かせのような形をしたクッション。空気を入れて使用するもので、クッション性を持ち、軽量である。身体機能の向上に用いられる。
ベルター
赤2個、青2個、緑2個、黄2個、黒2個、無色透明1個の輪が繋がってできたゴムの輪。有色の輪はそれぞれ大型の輪と小型の輪がある。
ゴムの伸縮性を利用して関節の可動域の拡大や筋肉の柔軟性の向上を目的としている。

## 指導者制度
3B体操の指導者になるための検定は、次のように受験資格が定められている。
- 最寄の3B体操教室で1年以上の受講期間があること
- 指導者からの推薦を受けていること

これらの条件を満たす場合、次のような順序で検定を受けられる。検定試験申込時に検定料4万円と受講料7万円が必要であり、検定試験合格後にも資格取得のため7万円が要される。
1. 申込用紙に必要事項を記入する
2. 申込用紙に検定料をつけて指導者に提出
3. 講座入門
4. 模擬試験
5. 検定

育児や介護など諸事情に対応するため休会制度が設けられており、6年以内であれば復帰が可能である。